# 니시무로군

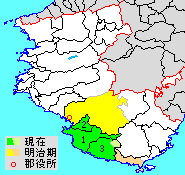
니시무로 군의 위치

니시무로군(일본어: 西牟婁郡, にしむろぐん)은 일본 와카야마현에 있는 군이다.
인구 37,558명, 면적 432.8km², 인구밀도 86.8명/km².(2025년 3월 1일, 추계인구)
이하 3정으로 구성된다.
- 가미톤다정(上富田町)
- 시라하마정(白浜町)
- 스사미정(すさみ町)

## 역사
- 2005년 4월 1일 - 구시모토 정이 히가시무로군 고자 정과 합병해 히가시무로 군 구시모토 정이 성립, 군에서 이탈하였다.
- 2005년 5월 1일 - 나카헤치 정, 오토 촌이 다나베시에 편입되었다.
- 2006년 3월 1일 - 히키가와 정이 시라하마 정에 편입되었다.